# 汦河
汦河，古称汦水、南汦水，位于中华人民共和国河北省西南部的一条季节性河流，是北澧河左岸支流。源流有二支：北支发源于临城县赵庄乡魏家庄村以南的三峰山，向东北流于西竖镇北三岐村北入临城水库，河长34.5千米，流域面积190平方千米；南支发源于内丘县獐獏乡黄岔村，东北流至临城县石城乡鹿庄村东北入临城水库，河长38.9千米，流域面积194平方千米。干流出库后向东北流，经西竖镇南折向东流，于临城县城临城镇西转东南流，至隆尧县县城隆尧镇官庄村转东北流，流经隆尧县北部地区，于宁晋县耿庄桥镇曹家台村汇入北澧河。河长98千米，流域面积945平方千米。汦河平时基流很小或断流，汛期暴雨时河水陡涨陡落，常在下游隆尧、宁晋等地泛滥成灾。